# Isolde Kostner
Isolde Kostner (ur. 20 marca 1975 w Bolzano) – włoska narciarka alpejska, trzykrotna medalistka igrzysk olimpijskich i mistrzostw świata oraz dwukrotna zdobywczyni Małej Kryształowej Kuli w klasyfikacji Pucharu Świata w zjeździe.

## Kariera
Po raz pierwszy na arenie międzynarodowej Isolde Kostner pojawiła się w 1992 roku, kiedy wystartowała na mistrzostwach świata juniorów w Mariborze. Zajęła tam trzynaste miejsce w zjeździe, siódme w supergigancie oraz dziewiąte w slalomie gigancie. Podczas rozgrywanych rok później mistrzostw świata juniorów w Montecampione zwyciężyła w supergigancie, wyprzedzając Madlen Summermatter ze Szwajcarii oraz swą rodaczkę, Alessandrę Merlin. W międzyczasie zadebiutowała w zawodach Pucharu Świata, 28 lutego 1993 roku w Veysonnaz zajmując 43. miejsce w supergigancie.
Pierwsze pucharowe punkty wywalczyła 4 grudnia 1993 roku w Tignes, zajmując jedenaste miejsce w zjeździe. W sezonie 1993/1994 punktowała jeszcze wielokrotnie, w tym 29 stycznia 1994 roku w Garmisch-Partenkirchen po raz pierwszy stanęła na podium zawodów tego cyklu, zwyciężając w biegu zjazdowym. Następnie na podium stanęła także 2 i 6 lutego 1994 roku w Sierra Nevada, gdzie była kolejno trzecia w zjeździe i druga w supergigancie. W klasyfikacji generalnej zajęła dziewiętnaste miejsce, a w klasyfikacji zjazdu była czwarta. W lutym 1994 roku brała udział w igrzyskach olimpijskich w Lillehammer, zdobywając dwa medale. Najpierw zajęła trzecie miejsce w supergigancie, ulegając tylko Diann Roffe z USA oraz Rosjance Swietłanie Gładyszewej. Cztery dni później brązowy medal zdobyła także w zjeździe, przegrywając o 0,92 sekundy z Niemką Katją Seizinger i o 0,26 sekundy z Picabo Street z USA. Na tych samych igrzyskach startowała także w kombinacji, w której po zjeździe zajmowała trzecie miejsce, tracąc do prowadzącej Seizinger 1,24 sekundy. Slalomu jednak nie ukończyła i ostatecznie nie była klasyfikowana. W sezonie 1994/1995 trzy razy stawała na podium zjazdu: 2 grudnia w Vail była druga, 17 lutego w Åre była trzecia, a 5 marca 1995 roku w Saalbach-Hinterglemm ponownie zajęła drugie miejsce. Sezon ukończyła na dwudziestym miejscu w klasyfikacji generalnej i piątym w zjeździe.
Najlepsze wyniki osiągnęła w sezonie 1995/1996, zdobywając 905 punktów i zajmując czwarte miejsce w klasyfikacji generalnej. Na podium stawała ośmiokrotnie, jednak odniosła przy tym tylko jedno zwycięstwo, wygrywając bieg zjazdowy 20 stycznia 1996 roku w Cortinie d’Ampezzo. Była też czwarta w klasyfikacji supergiganta i trzecia w klasyfikacji zjazdu, plasując się za Street i Seizinger. W lutym 1996 roku wystąpiła na mistrzostwach świata w Sierra Nevada, gdzie zwyciężyła w supergigancie. W zawodach tych wyprzedziła Heidi Zurbriggen ze Szwajcarii i Picabo Street, zostając tym samym pierwszą Włoszką, która zdobyła tytuł mistrzyni świata w tej konkurencji. Tytuł ten obroniła podczas rozgrywanych rok później mistrzostw świata w Sestriere, tym razem wyprzedzając Katję Seizinger i jej rodaczkę, Hilde Gerg. Na tych samych mistrzostwach była też między innymi czwarta w zjeździe, przegrywając walkę o podium ze Szwedką Pernillą Wiberg o 0,15 sekundy. W zawodach pucharowych na podium znalazła się pięć razy, odnosząc dwa zwycięstwa: 23 i 25 stycznia 1997 roku w Cortinie d’Ampezzo wygrywając kolejno zjazd i supergiganta. Sezon 1996/1997 zakończyła na piątej pozycji, zajmując także czwarte miejsce w supergigancie i szóste w zjeździe.
Najważniejszym punktem sezonu 1997/1998 były igrzyska olimpijskie w Nagano. Włoszka zajęła tam jedenaste miejsce w supergigancie, a rywalizacji w zjeździe nie ukończyła. W Pucharze Świata pięciokrotnie stawała na podium, w tym 22 stycznia 1998 roku po raz kolejny wygrała zjazd w Cortinie d’Ampezzo. W klasyfikacji generalnej tym razem była ósma, a w klasyfikacjach zjazdu i supergiganta plasowała się na trzeciej pozycji. Sezon 1998/1999 zaczęła od zajęcia dwukrotnie drugiego miejsca w zjeździe w dniach 27-28 listopada w Lake Louise. W drugiej części sezonu na podium stanęła jeszcze 21 stycznia w Cortinie d’Ampezzo, gdzie ponownie była druga oraz 5 marca 1999 roku w Sankt Moritz, gdzie zajęła trzecie miejsce w zjeździe. Wyniki ten dały jej jednak czternaste miejsce w klasyfikacji generalnej. Bez medalu wróciła także z mistrzostw świata w Vail, gdzie jej najlepszym wynikiem było szóste miejsce w supergigancie.
Przez trzy kolejne sezony plasowała się w czołowej szóstce klasyfikacji generalnej Pucharu Świata. W tym czasie osiemnaście razy stawała na podium, z czego dziewięć razy zwyciężała: 27 listopada 1999 roku w Lake Louise, 17 grudnia 1999 roku w Sankt Moritz, 10 lutego w Santa Caterina, 1 grudnia 2000 roku w Lake Louise, 19 stycznia 2001 roku w Cortinie d’Ampezzo oraz 29 i 30 30 listopada 2001 roku w Lake Louise była najlepsza w zjeździe, a 8 grudnia 1999 roku w Val d’Isère i 25 lutego 2001 roku w Lenzerheide zwyciężała w supergigantach. W sezonie 1999/2000 była czwarta w klasyfikacji generalnej, a w sezonach 2000/2001 i 2001/2002 była szósta. Równocześnie zajęła trzecie miejsce w klasyfikacji zjazdu w sezonie 1999/2000, a w dwóch kolejnych latach zdobywała w tej klasyfikacji Małą Kryształową Kulę. Na początku 2001 roku startowała na mistrzostwach świata w St. Anton, zdobywając srebrny medal w supergigancie. Rozdzieliła tam na podium Francuzkę Régine Cavagnoud oraz Niemkę Hilde Gerg. Swój ostatni medal zdobyła podczas rozgrywanych rok później igrzysk olimpijskich w Salt Lake City, gdzie była druga w zjeździe. W zawodach tych straciła 0,45 sekundy do Francuzki Carole Montillet, a o 0,38 sekundy wyprzedziła Austriaczkę Renate Götschl.
Startowała do połowy sezonu 2005/2006, swoje ostatnie zwycięstwo odnosząc 31 stycznia 2004 roku w Haus, gdzie była najlepsza w zjeździe. Ostatnie podium w zawodach pucharowych wywalczyła 25 lutego 2005 roku w San Sicario, zajmując drugie miejsce w supergigancie. W klasyfikacji generalnej plasowała się jednak poza czołową dziesiątką. W 2003 roku wystąpiła na mistrzostwach świata w Sankt Moritz, zajmując dziewiąte miejsce w zjeździe i osiemnaste w supergigancie. Brała także udział w rozgrywanych dwa lata później mistrzostwach świata w Bormio, gdzie jej najlepszym wynikiem było piąte miejsce w supergigancie. Na miesiąc przed rozpoczęciem igrzysk olimpijskich w Turynie Włoszka ogłosiła zakończenie kariery.
Wielokrotnie zdobywała medale mistrzostw Włoch, w tym dwanaście złotych: w gigancie w 1996 roku, w zjeździe w latach 1995, 1996, 1998 i 1999 oraz supergigancie w latach 1992, 1995, 1996, 1997, 1998, 1999 i 2000. Podczas ceremonii otwarcia igrzysk w 2002 roku była chorążym reprezentacji Włoch. W 2002 roku została odznaczona Orderem Zasługi Republiki Włoskiej.
Jest kuzynką łyżwiarki figurowej Caroliny Kostner oraz żoną włoskiego alpejczyka Wernera Perathonera.

## Osiągnięcia

### Igrzyska olimpijskie
| Miejsce | Dzień     | Rok  | Miejscowość    | Konkurencja | Czas biegu | Strata | Zwyciężczyni       |
| ------- | --------- | ---- | -------------- | ----------- | ---------- | ------ | ------------------ |
| 3.      | 15 lutego | 1994 | Lillehammer    | Supergigant | 1:22,15    | +0,30  | Diann Roffe        |
| 3.      | 19 lutego | 1994 | Lillehammer    | Zjazd       | 1:35,93    | +0,92  | Katja Seizinger    |
| DNF     | 21 lutego | 1994 | Lillehammer    | Kombinacja  | 3:05,16    | -      | Pernilla Wiberg    |
| 11.     | 11 lutego | 1998 | Nagano         | Supergigant | 1:18,02    | +0,60  | Picabo Street      |
| DNF     | 16 lutego | 1998 | Nagano         | Zjazd       | 1:29,89    | -      | Katja Seizinger    |
| 13.     | 17 lutego | 2002 | Salt Lake City | Supergigant | 1:13,59    | +1,40  | Daniela Ceccarelli |
| 2.      | 12 lutego | 2002 | Salt Lake City | Zjazd       | 1:39,56    | +0,45  | Carole Montillet   |

### Mistrzostwa świata
| Miejsce | Dzień       | Rok  | Miejscowość   | Konkurencja | Czas biegu | Strata | Zwyciężczyni          |
| ------- | ----------- | ---- | ------------- | ----------- | ---------- | ------ | --------------------- |
| 1.      | 12 lutego   | 1996 | Sierra Nevada | Supergigant | 1:21,00    | -      | -                     |
| 6.      | 18 lutego   | 1996 | Sierra Nevada | Zjazd       | 1:54,06    | +0,98  | Picabo Street         |
| 6.      | 22 lutego   | 1996 | Sierra Nevada | Gigant      | 2:10,74    | +1,43  | Deborah Compagnoni    |
| DNF     | 19 lutego   | 1996 | Sierra Nevada | Kombinacja  | 3:19,68    | -      | Pernilla Wiberg       |
| 7.      | 9 lutego    | 1997 | Sestriere     | Gigant      | 2:39,19    | +2,42  | Hilary Lindh          |
| 1.      | 11 lutego   | 1997 | Sestriere     | Supergigant | 1:23,50    | -      | -                     |
| 4.      | 15 lutego   | 1997 | Sestriere     | Zjazd       | 1:41,18    | +0,41  | Hilary Lindh          |
| 6.      | 3 lutego    | 1999 | Vail          | Supergigant | 1:20,53    | +0,68  | Alexandra Meissnitzer |
| DNF     | 5 lutego    | 1999 | Vail          | Kombinacja  | 3:08,52    | -      | Pernilla Wiberg       |
| 9.      | 7 lutego    | 1999 | Vail          | Zjazd       | 1:48,20    | +1,29  | Renate Götschl        |
| 2.      | 29 stycznia | 2001 | St. Anton     | Supergigant | 1:23,44    | +0,05  | Régine Cavagnoud      |
| 5.      | 6 lutego    | 2001 | St. Anton     | Zjazd       | 1:36,20    | +0,80  | Michaela Dorfmeister  |
| 18.     | 3 lutego    | 2003 | Sankt Moritz  | Supergigant | 1:27,48    | +1,75  | Michaela Dorfmeister  |
| 9.      | 9 lutego    | 2003 | Sankt Moritz  | Zjazd       | 1:34,30    | +0,68  | Mélanie Turgeon       |
| 5.      | 30 stycznia | 2005 | Bormio        | Supergigant | 1:17,64    | +0,90  | Anja Pärson           |
| DNS     | 4 lutego    | 2005 | Bormio        | Kombinacja  | 2:53,70    | -      | Janica Kostelić       |
| 10.     | 6 lutego    | 2005 | Bormio        | Zjazd       | 1:39,90    | +1,68  | Janica Kostelić       |

### Mistrzostwa świata juniorów
| Miejsce | Dzień     | Rok  | Miejscowość   | Konkurencja | Czas biegu | Strata | Zwyciężczyni    |
| ------- | --------- | ---- | ------------- | ----------- | ---------- | ------ | --------------- |
| 13.     | 25 lutego | 1992 | Maribor       | Zjazd       | 1:21,68    | +1,29  | Céline Dätwyler |
| 7.      | 26 lutego | 1992 | Maribor       | Supergigant | 1:20,66    | +1,33  | Regina Häusl    |
| 9.      | 27 lutego | 1992 | Maribor       | Gigant      | 1:56,37    | +1,49  | Regina Häusl    |
| 25.     | 4 marca   | 1993 | Montecampione | Slalom      | 1:16,22    | +6,56  | Morena Gallizio |
| 1.      | 5 marca   | 1993 | Montecampione | Supergigant | 1:39,23    | -      | -               |
| 8.      | 7 marca   | 1993 | Montecampione | Gigant      | 2:06,03    | +2,42  | Karin Roten     |
| 6.      | 7 marca   | 1993 | Montecampione | Kombinacja  | ?          | ?      | Morena Gallizio |

### Puchar Świata

#### Miejsca w klasyfikacji generalnej
- sezon 1993/1994: 19.
- sezon 1994/1995: 20.
- sezon 1995/1996: 4.
- sezon 1996/1997: 5.
- sezon 1997/1998: 8.
- sezon 1998/1999: 14.
- sezon 1999/2000: 4.
- sezon 2000/2001: 6.
- sezon 2001/2002: 6.
- sezon 2002/2003: 35.
- sezon 2003/2004: 15.
- sezon 2004/2005: 21.
- sezon 2005/2006: 83.

#### Zwycięstwa w zawodach
1. Garmisch-Partenkirchen – 29 stycznia 1994 (zjazd)
2. Cortina d’Ampezzo – 20 stycznia 1996 (zjazd)
3. Cortina d’Ampezzo – 23 stycznia 1997 (zjazd)
4. Cortina d’Ampezzo – 25 stycznia 1997 (supergigant)
5. Cortina d’Ampezzo – 22 stycznia 1998 (zjazd)
6. Lake Louise – 27 listopada 1999 (zjazd)
7. Val d’Isère – 8 grudnia 1999 (supergigant)
8. Sankt Moritz – 17 grudnia 1999 (zjazd)
9. Santa Caterina – 10 lutego 2000 (zjazd)
10. Lake Louise – 1 grudnia 2000 (zjazd)
11. Cortina d’Ampezzo – 19 stycznia 2001 (zjazd)
12. Lenzerheide – 25 lutego 2001 (supergigant)
13. Lake Louise – 29 listopada 2001 (zjazd)
14. Lake Louise – 30 listopada 2001 (zjazd)
15. Haus – 31 stycznia 2004 (zjazd)

- 15 zwycięstw (12 zjazdów i 3 supergiganty)

#### Pozostałe miejsca na podium
1. Sierra Nevada – 3 lutego 1994 (zjazd) – 3. miejsce
2. Sierra Nevada – 6 lutego 1994 (supergigant) – 2. miejsce
3. Vail – 2 grudnia 1994 (zjazd) – 2. miejsce
4. Åre – 17 lutego 1995 (zjazd) – 3. miejsce
5. Saalbach-Hinterglemm – 5 marca 1995 (zjazd) – 2. miejsce
6. Vail – 16 listopada 1995 (supergigant) – 3. miejsce
7. Cortina d’Ampezzo – 19 stycznia 1996 (zjazd) – 3. miejsce
8. Val d’Isère – 3 lutego 1996 (zjazd) – 3. miejsce
9. Val d’Isère – 4 lutego 1996 (supergigant) – 2. miejsce
10. Narwik – 2 marca 1996 (gigant) – 3. miejsce
11. Kvitfjell – 6 marca 1996 (zjazd) – 2. miejsce
12. Kvitfjell – 7 marca 1996 (supergigant) – 3. miejsce
13. Vail – 7 grudnia 1996 (zjazd) – 3. miejsce
14. Val d’Isère – 12 grudnia 1996 (supergigant) – 3. miejsce
15. Bad Kleinkirchheim – 12 stycznia 1997 (supergigant) – 2. miejsce
16. Mammoth Mountain – 29 listopada 1997 (supergigant) – 2. miejsce
17. Lake Louise – 5 grudnia 1997 (zjazd) – 3. miejsce
18. Lake Louise – 6 grudnia 1997 (supergigant) – 3. miejsce
19. Cortina d’Ampezzo – 24 stycznia 1998 (supergigant) – 3. miejsce
20. Lake Louise – 27 listopada 1998 (zjazd) – 2. miejsce
21. Lake Louise – 28 listopada 1998 (zjazd) – 2. miejsce
22. Cortina d’Ampezzo – 21 stycznia 1999 (zjazd) – 2. miejsce
23. Sankt Moritz – 5 marca 1999 (zjazd) – 3. miejsce
24. Lake Louise – 28 listopada 1999 (supergigant) – 3. miejsce
25. Lake Louise – 30 listopada 2000 (zjazd) – 2. miejsce
26. Sankt Moritz – 17 grudnia 2000 (zjazd) – 2. miejsce
27. Haus – 13 stycznia 2001 (zjazd) – 2. miejsce
28. Åre – 8 marca 2001 (zjazd) – 2. miejsce
29. Sankt Moritz – 21 grudnia 2001 (zjazd) – 2. miejsce
30. Saalbach-Hinterglemm – 11 stycznia 2002 (zjazd) – 3. miejsce
31. Cortina d’Ampezzo – 26 stycznia 2002 (zjazd) – 2. miejsce
32. Åre – 2 lutego 2002 (zjazd) – 3. miejsce
33. Aspen – 29 listopada 2002 (supergigant) – 3. miejsce
34. Haus – 30 stycznia 2004 (zjazd) – 2. miejsce
35. Sestriere – 10 marca 2004 (zjazd) – 3. miejsce
36. San Sicario – 25 lutego 2005 (supergigant) – 2. miejsce